# VlaS

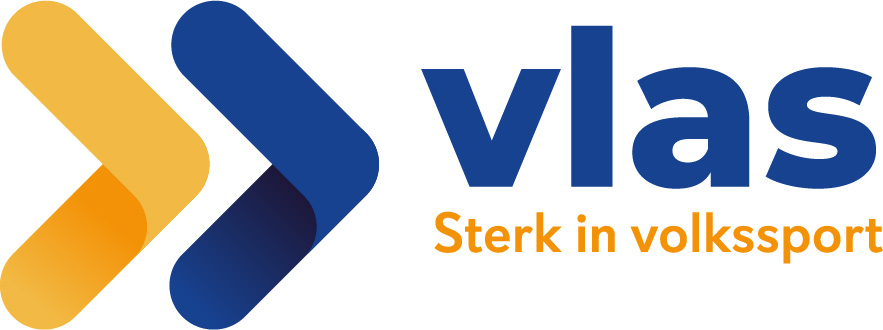

De Vlaamse Traditionele Sporten vzw (Vlas), is een overkoepelend orgaan voor traditionele sporten in Vlaanderen. Vlas is erkend door de Vlaamse Overheid (Sport Vlaanderen), is lid van de Vlaamse Sportfederatie (VSF) en de Europese Vereniging voor Traditionele Sporten en Spelen (ETSGA).Vlas ondersteunt aangesloten federaties, verbonden en clubs in hun werking en promoot de verschillende traditionele sporten in binnen- en buitenland. 

## Leden
De volgende bonden zijn aangesloten bij de Vlas:
- Belgische Flessenschutters Bond afd. Vlaanderen
- Belgische Touwtrekbond afd. Vlaanderen
- Koninklijke Nationale Bond Der Belgische Wipschutters
- Landelijke Unie der Kruisboogschutters
- Samenwerkingsverband krulbol B.K.B.-V.K.B.
- Vlaamse Curvebowlsfederatie
- Vlaamse katapultbond
- Vlaamse kegelsportfederatie

Naast deze negen Vlaamse bonden telt Vlas heel wat clubs uit andere disciplines:
- Beugelen
- Balboogschieten
- Buksschieten
- Dunne krulbol
- Gaaibollen
- Golfbiljart
- Klepschieten
- Manchetbaankegelen
- Paapgooien
- Paggooien
- Sjoelen
- Struifvogelspel
- Trabol